# MAJOR
Mejā (MAJOR?) è una serie manga shōnen giapponese creata da Takuya Mitsuda. In Giappone è serializzato nella rivista Weekly Shōnen Sunday, a partire dal 1994, nello stesso anno dell'inizio di un'altra famosa serie del Weekly Shōnen Sunday, Detective Conan.
La serie è stata trasposta anche in varie serie anime, della durata ognuna di 26 episodi, messi annualmente in onda in Giappone, grazie al lavoro dello Studio Hibari, sulla rete NHK.
Nel 1996 la serie ha vinto lo Shogakukan Manga Award nella categoria shōnen.

## Trama
Goro è un bambino di cinque anni con una grande passione per il baseball, ereditata dal padre Shigeharu, giocatore professionista degli Yokohama Blue Oceans. Orfano di madre – persa un paio di anni prima – Goro ammira tantissimo il padre, non tanto per i suoi risultati sportivi, bensì per la sua forza d’animo: Shigeharu, infatti, nonostante dopo la morte della moglie abbia attraversato una serie di infortuni che gli hanno fatto perdere il posto di lanciatore titolare facendolo retrocedere nella seconda squadra, non ha mai smesso di allenarsi e di lottare per tornare a giocare in prima squadra, cercando di rinnovarsi anche quando il ritiro sembrava ormai inevitabile. La passione e l’amore per il baseball di Shigeharu sono stati integralmente ereditati dal figlio che, a dispetto della giovane età, già ne conosce tutte le basi e si allena ogni giorno nel cortile dell’asilo. È proprio durante una di queste “sessioni di allenamento” che Momoko, una delle maestre dell’asilo, s’interessa a Goro e ai suoi lanci, arrivando presto a conoscere e affezionarsi sia a Goro che a Shigeharu. Che sia l’occasione per il piccolo Goro di conoscere nuovamente l’amore di una madre, dopo aver troppo prematuramente perso la propria?
La storia di Major segue la vita di Goro Honda, nel suo viaggio per diventare un giocatore professionista di baseball, attraverso tremende sfide.

## Colonna sonora

### Prima stagione
- Opening (episodi 1-26): "Kokoro e (心絵 -- ココロエ)" dai Road of Major
- Ending (episodi 1-16): "Step" dai Beni Arashiro
- Ending (episodi 17-25): "Faraway" dai Paradise GO!! GO!!
- Ending (episodio 26): "Kokoro e (心絵 -- ココロエ)" dai Road of Major

### Seconda stagione
- Opening (episodi 27-52): "Saraba Aoki Omokage (さらば碧き面影)" dai Road of Major
- Ending (episodi 27-39): "Wonderland" di May
- Ending (episodi 40-51): "Shoboi Kao Sunnayo Baby (しょぼい顔すんなよベイベー)" dai The Loose Dogs
- Ending (episodio 52): "Saraba Aoki Omakage (さらば碧き面影)" dai Road of Major

### Terza stagione
- Opening (episodi 53-77): "Play the Game" dai Road of Major
- Ending (episodi 53-67): "Strike Party!!!" dai BeForU
- Ending (episodi 68-77): "Yoru ni Nareba" dai The Loose Dogs
- Ending (episodio 78): "Play the Game" dai Road of Major

### Quarta stagione
- Opening (episodio 80-):"Rise" dai Ootomo Kouhei
- Ending (episodio 79-):"One Day" dai The Loose Dogs